# Prokuratura regionalna
Prokuratura regionalna – powszechna jednostka organizacyjna prokuratury (jednostka organizacyjna prokuratury w pionie cywilnym).
Prokuraturę regionalną tworzy się dla obszaru właściwości co najmniej dwóch prokuratur okręgowych.
Do podstawowych zadań prokuratury regionalnej należy zapewnienie udziału prokuratora w postępowaniach prowadzonych na podstawie ustawy przed sądami powszechnymi i wojewódzkimi sądami administracyjnymi, prowadzenie i nadzorowanie postępowań przygotowawczych w sprawach ścigania najpoważniejszej przestępczości finansowo-gospodarczej i skarbowej oraz przeciwko obrotowi gospodarczemu względem mienia o wielkiej wartości, sprawowanie nadzoru nad postępowaniami prowadzonymi w prokuraturach okręgowych, a także prowadzenie wizytacji prokuratur okręgowych i rejonowych.
Prokuraturą regionalną kieruje prokurator regionalny.
Prokurator regionalny jest prokuratorem przełożonym prokuratorów prokuratury regionalnej, prokuratorów prokuratur okręgowych oraz prokuratorów prokuratur rejonowych na obszarze działania prokuratury regionalnej.
W skład prokuratury regionalnej mogą wchodzić w szczególności następujące komórki organizacyjne:
- Wydział do Spraw Przestępczości Gospodarczej;
- Wydział do Spraw Przestępczości Finansowo-Skarbowej;
- Wydział Organizacyjno-Sądowy;
- Wydział Budżetowo-Administracyjny.